# Eleccions legislatives noruegues de 1900
Les Eleccions legislatives noruegues de 1900 es van celebrar a Noruega l'any 1900. El resultat va ser la victòria del Partit Liberal, que va rebre el 54% dels vots i va obtenir 79 dels 114 escons de l'Storting. Des de llavors, cap partit ha rebut la majoria dels vots en unes eleccions noruegues.

## Resultats
|                      |                        |         |        |          |     |
| Partit               | Partit                 | Vots    | %      | Escons   | +/- |
|                      | Partit Liberal         | 127.142 | 54.01  | 77 / 114 | 2   |
|                      | Partit Conservador     | 96.092  | 40,82  | 31 / 114 | 6   |
|                      | Partit Liberal Moderat | 96.092  | 40,82  | 6 / 114  | 4   |
|                      | Partit Laborista       | 7.013   | 2,98   | 0 / 114  | =   |
|                      | Altres                 | 5,163   | 2.19   | 0 / 114  | -   |
| Total                | Total                  | 235.410 | 100.00 | 114      |     |
| Vots vàlids          | Vots vàlids            | 235.410 | 98,66  |          |     |
| Vots en blanc / nuls | Vots en blanc / nuls   | 3.207   | 1.34   |          |     |
| Total de vots        | Total de vots          | 238.617 | 100.00 |          |     |
| Electors inscrits    | Electors inscrits      | 416.593 | 57,28  |          |     |